# Бобровники (Тернопольская область)
Бобровники (укр. Бобрівники) — село в Монастырисской городской общине Чортковского района Тернопольской области Украины.
До 2020 года входило в Монастырисский район.
Население по переписи 2001 года составляло 410 человек. Почтовый индекс — 48343. Телефонный код — 3555.